# Николай Мучуров
Николай Мучуров е български учител и свещеник, работил в Източна Македония.

## Биография
Мучуров е роден в неврокопското село Търлис в Османската империя, днес Ватитопос, Гърция. През 1855-1859 година учи в класното училище на манастира „Свети Йоан Предтеча“. От 1860 година е учител в Неврокопско. На 24 ноември 1864 година е ръкоположен за свещеник в родното си село. До 1902 година е свещеник и учител в Каракьой и Търлис.